# Axel Méyé
Axel Méyé (Libreville, Gabón, 6 de junio de 1995) es un futbolista de Gabón que juega en la posición de delantero con el CS Constantine del Campeonato Nacional de Argelia.

## Carrera

### Club
| Periodo   | Club               |
| --------- | ------------------ |
| 2012      | US Bitam           |
| 2012-2016 | Missile FC         |
| 2016–2017 | Eskişehirspor      |
| 2017–2018 | Manisaspor         |
| 2018      | Paris FC           |
| 2018-2019 | Qadsia SC          |
| 2019-2020 | CR Al Hoceima      |
| 2020-2022 | IR Tanger          |
| 2022-2023 | Raja Casablanca    |
| 2023      | → OC Safi (cedido) |
| 2023–2024 | Al-Ahly Benghazi   |
| 2024–     | CS Constantine     |

### Selección nacional
A nivel de selecciones menores jugó tres partidos en la categoría sub-20 y participó en los Juegos Olímpicos de Londres 2012. Su debut internacional llegó el 15 de junio de 2012 donde jugó 41 minutos en la derrota por 0-3 ante Sudáfrica en un partido amistoso y su primer gol internacional lo anotó el 5 de septiembre de 2017 en la victoria por 2-1 sobre Costa de Marfil en Bouaké por la clasificación de CAF para la Copa Mundial de Fútbol de 2018.